# Metastenoniscus osellai
Metastenoniscus osellai är en kräftdjursart som beskrevs av Stefano Taiti och Franco Ferrara1981. Metastenoniscus osellai ingår i släktet Metastenoniscus och familjen Stenoniscidae. Inga underarter finns listade i Catalogue of Life.